# كيت ليندسي
كيت ليندسي (بالإنجليزية: Kate Lindsey)‏ هي مغنية أوبرا ومغنية أمريكية، ولدت في القرن العشرين في ريتشموند في الولايات المتحدة.

## وصلات خارجية
- الموقع الرسمي
- كيت ليندسي على موقع IMDb (الإنجليزية)
- كيت ليندسي على موقع ميوزك برينز (الإنجليزية)
- كيت ليندسي على موقع أول ميوزيك (الإنجليزية)
- كيت ليندسي على موقع ديسكوغز (الإنجليزية)
- كيت ليندسي على موقع قاعدة بيانات الفيلم (الإنجليزية)